# Alchemilla ozana
Alchemilla ozana é uma espécie de rosácea do gênero Alchemilla, pertencente à família Rosaceae.